# Aphrophantis
Aphrophantis és un gènere monotípic d'arnes de la família Crambidae. Conté només una espècie, Aphrophantis velifera, que es troba a Fiji.